# Iban Zubiaurre
Iban Zubiaurre Urrutia (Mendaro, 22 gennaio 1983) è un ex calciatore spagnolo, di ruolo difensore.